# Ващенко, Григорий Григорьевич
Григо́рий Григо́рьевич Ва́щенко (1878—1967) — украинский педагог, учёный, общественный деятель. Кандидат богословия (1903).

## Биография
Родился в селе Богдановка (ныне село Прилукского района Черниговской области). Учился в Московской духовной академии (1899—1903). Преподавал русский язык в церковнославянских классах Кутаисского духовного училища (1903—1906), русский и церковнославянский языки в Тихвинском духовном училище (1906—1909), историю в Тихвинской женской гимназии (1908); коллежский асессор (1903—1908), преподаватель в Тихвинском реальном частном училище (1911—1912), в Тульчинском духовном училище (1912), в Тульчинском епархиальном училище (1912—1913), в Роменской женской гимназии (1913-16) и Роменском коммерческом училище (1916).
22 ноября 1917 года педагогический совет Полтавского учительского института назначил Ващенко на должность преподавателя психологии, логики, педагогики, истории философии, теории и психологии художественного творчества. Возглавлял учительскую семинарию в Полтаве (1918—1920), в 1920 году был лектором психологии Полтавского института народного образования (ИНО), организатором и руководителем педагогического техникума в селении Белики на Полтавщине (1921—1923). Преподавал на факультете социального воспитания (1923—1924), руководитель кабинета социальной педагогики (с 1925), профессор педагогики Полтавского ИНО (1925—1933).
В конце 1933 года обвинён в причастности к «украинскому буржуазному национализму» и уволен из института как «враг народа». До 1936 года не работал по специальности. В 1936—1940 годах возглавлял кафедру педагогики Педагогического института в городе Сталинград (ныне Волгоград), с сентября 1940 до июня 1941 года — заведующий кафедры педагогики Полтавского педагогического института.
Во время немецкой оккупации находился в Полтаве и Киеве (1941—1943), работал в научно-образовательных учреждениях оккупационного режима, считал немецкую военную власть «освободительницей» Украины от большевизма. Переехал в Мюнхен в 1943 году. Профессор педагогики Украинского свободного университета с 1945, ректор Богословско-педагогической академии УАПЦ (1950—1957).
Умер в Мюнхене 2 мая 1967 года. Похоронен на кладбище Вальдфридхоф.

## Память
- На Украине в 1991 году было основано Всеукраинское педагогическое общество имени Ващенко.
- С 2011 года имя Григория Ващенко носит одна из улиц Киева.

## Сочинения
- Український ренесанс ХХ століття. Торонто, 1956. (укр.)
- Виховання волі й характеру (Воспитание воли и характера), ч. 1-2. Лондон, 1952—1957. (укр.)
- Проект системи освіти в незалежній Україні (Намётки системы просвещения в независимой Украине). Мюнхен, 1957. (укр.)